# Xavier Pujol Gebellí
Xavier Pujol Gebellí (Santa Eulàlia de Riuprimer, 1 de maig del 1962 - Sant Esteve de Palautordera, 7 d'abril de 2024) va ser un periodista, biòleg i divulgador científic català.
Era llicenciat en Biologia per la Universitat de Barcelona. Va començar col·laborant al Diari de Barcelona i l'Avui, però va ser a El País —del 1995 al 2010— on va desenvolupar la seva trajectòria com a divulgador científic. Del 2021 fins que es va morir va col·laborar amb el diari Ara. També va col·laborar amb la Fundación para el conocimiento madri+d, en el web de la qual va publicar nombrosos escrits de divulgació. D'altra banda, entre 2008 i 2010 va dirigir Global Talent, diari digital especialitzat en ciència, economia i societat, i va col·laborar gairebé vint anys amb la Societat Espanyola de Bioquímica i Biologia Molecular, dirigint la revista periòdica que publicaven i escrivint-hi articles. L'any 2004 va publicar la Biografia del càncer: l'aventura de Joan Massagué. Va ser un dels impulsors de l'Associació Catalana de Comunicació Científica.
Xavier Pujol Gebellí va morir sobtadament a casa seva el diumenge 7 d'abril de 2024.

## Obres:[2]
- La nova dimensió (Diputació de Barcelona / Col·legi de Periodistes de Catalunya, 1999) ISBN 8493038415
- Biografia del càncer: la aventura de Joan Massagué (Península, 2004) ISBN 8483076306
- Sopars amb les estrelles (dir.) (FCRI / Ajuntament de Barcelona / RACAB, 2008)ISBN 9788489570344
- La venus americana (Salvat, col. Evolución Humana, núm. 53)
- Nuestro ADN (Salvat, col. Evolución Humana, núm. 58)